# Musée des Relations publiques
Le musée des relations publiques (museum of public relations) est un musée new-yorkais retraçant l'histoire de l'évolution des techniques de relations publiques au XXe siècle.

## Historique
L'idée du musée est issue d'une réflexion de Edward Bernays, lors de son 101e anniversaire en 1994. La suggestion est reprise par Shelley et Barry Spector qui commencent à constituer une collection et fonde l'institution en 1997. En 2014, ce musée s'installe dans des locaux du Baruch College à Manhattan,,.

## Objet
C'est une organisation à but non lucratif, et c'est le seul musée au monde, a priori, consacré aux méthodes de relations publiques et à leurs évolutions au XXe siècle.

## Collection
La pierre angulaire de la collection sont les documents et objets appartenant à Edward L. Bernays, qui a quelquefois été appelé «le père des relations publiques». La collection comprend plus de 600 ouvrages, dont des éditions originales signées, ainsi que des objets, des correspondances (par exemple de Henry Luce, Alfred Sloan, Eleanor Roosevelt, Henry Ford, ..) des photographies de personnalités et d'événements historiques, des exemples de technologies médiatiques anciennes, des archives numériques. Des enregistrements de personnalités comme Daniel Edelman (en), ou Harold Burson (en) narrent l'évolution de cette activité. Outre Edward Bernays, le musée met l'accent sur les apports de Walter Lippmann (la fabrique du consentement), Gustave LeBon (la psychologie des foules), Everett Dean Martin (en), Moss H. Kendrix (en), Carl Byoir (en),  Arthur Page (en), etc.,,.